# Johnnie Cochran
Johnnie L. Cochran, Jr. (2 de outubro de 1937 — 29 de março de 2005) foi um advogado estadunidense, mais conhecido como o líder da equipe de defesa do astro de futebol americano O. J. Simpson pelo assassinato de sua ex-mulher Nicole Brown Simpson e do amigo desta, Ronald Goldman.
Johnnie nasceu em 2 de outubro de 1937 na cidade de Shreveport, no Estado da Louisiana. Era o mais velho dos quatro filhos de Johnnie L. Cochran e Hattie. Quando tinha seis anos sua família se mudou para a Califórnia para juntar-se ao seu pai, que trabalhava vendendo seguros à população negra na Louisiana e tinha ido trabalhar num dos estaleiros da Bethlehem Steel na construção de navios de transporte de tropas para a Segunda Guerra Mundial. Finda a guerra seu pai  retoma o trabalho de corretor de seguros e vai trabalhar numa das maiores empresas pertencentes a negros nos Estados Unidos, a seguradora Golden State Mutual Life Insurance Co..
Em Los Angeles Johnnie cursou o equivalente ao ensino médio na Los Angeles High School. Entrou na Universidade da Califórnia e se formou em Business Economics em 1959. Na Universidade entrou para a fraternidade negra Kappa Alpha Psi, na qual teria como mentor o futuro prefeito de Los Angeles Tom Bradley, o primeiro prefeito negro da cidade. Em 1962 forma-se em direito pela Loyola Law School e no ano seguinte é aprovado no exame da Ordem e passa a trabalhar na promotoria de Los Angeles. Na promotoria o caso mais famoso no qual Johnnie trabalhou foi a acusação de obscenidade contra o humorista Lenny Bruce.
Entre outros clientes famosos de Cochran estavam Sean Combs, Michael Jackson, Tupac Shakur, Todd Bridges, Snoop Dogg, Jim Brown, a ativista negra Rosa Parks e o ex-pantera negra Geronimo Pratt
Morreu em 2005 vítima de um tumor cerebral.